# Lema
Lema är ett släkte i tribuset lemini, i underfamiljen Criocerinae som upptäcktes av Fabricius 1798. I Sverige finns endast arten Lema cyanella.